# Niederöblarn

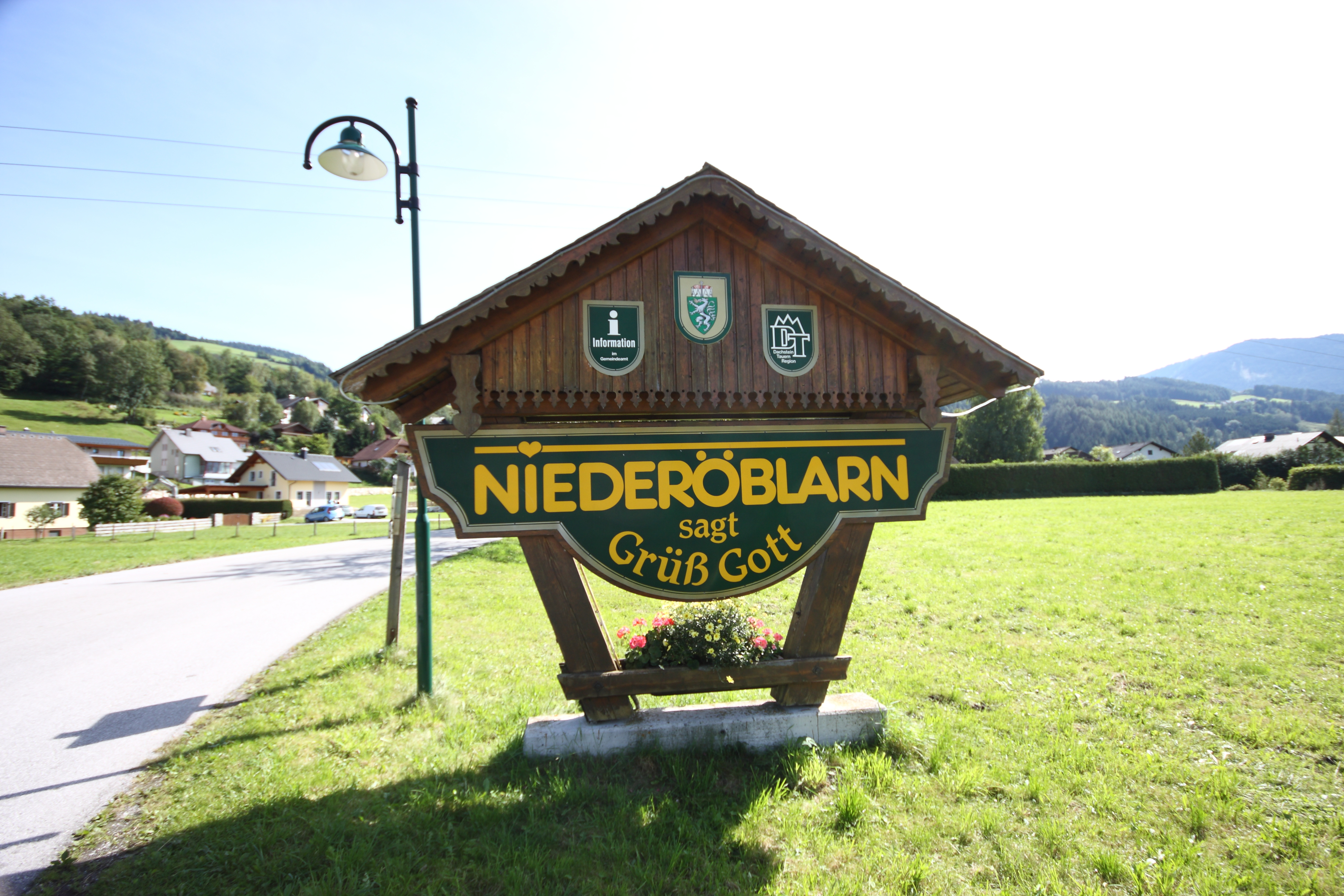
Ortseinfahrt von Niederöblarn

Niederöblarn ist eine ehemalige Gemeinde mit 600 Einwohnern (Stand: 31. Oktober 2013) im Gerichtsbezirk Liezen und Bezirk Liezen in der Steiermark. Seit 1. Jänner 2015 ist sie als Rahmen der steiermärkischen Gemeindestrukturreform mit der Marktgemeinde Öblarn zusammengeschlossen, die neue Gemeinde führt den Namen „Öblarn“ weiter.
Mit Wirkung seit 1. Jänner 2015 wurden die Gerichtsbezirke aufgrund der Veränderungen im Rahmen der Gemeindestrukturreform in der Steiermark in der „Bezirksgerichte-Verordnung Steiermark 2015“ neu definiert.
Daher liegt das Gemeindegebiet seit 2015 im Gerichtsbezirk Schladming.

## Geografie
Niederöblarn liegt im Gebiet der Expositur Gröbming.

### Ehemalige Gemeindegliederung
Das Gemeindegebiet umfasste folgende vier Ortschaften (in Klammern Einwohnerzahl Stand 31. Oktober 2011):
- Gritschenberg (101)
- Moosberg auch Sonnberg (29)
- Niederöblarn (453)
- Straßerberg (10)

Die Gemeinde bestand aus der Katastralgemeinde Niederöblarn.

## Geschichte
Die Aufhebung der Grundherrschaften erfolgte 1848. Die Ortsgemeinde als autonome Körperschaft entstand 1850. Niederöblarn wurde im Jahre 1920 von einem verheerenden Hochwasser heimgesucht. Nach der deutschen Annexion Österreichs 1938 kam die Gemeinde zum Reichsgau Steiermark, 1945 bis 1955 war sie Teil der britischen Besatzungszone in Österreich.

## Politik
Bürgermeister war bis Ende 2014 Walter Greimeister (ÖVP).

Der Gemeinderat setzte sich nach den Wahlen von 2010 wie folgt zusammen: 7 ÖVP, 2 SPÖ

## Wirtschaft und Infrastruktur
Niederöblarn war Sitz und Produktionsstätte der Schachnerhaus GmbH., einem  auf Fertigteilhäuser und Blockhäuser spezialisierten Betrieb mit über 60 Mitarbeitern.
Regionale Bedeutung hat der Flugplatz Niederöblarn, der in den 1970er Jahren vom Militärflugplatz Aigen im Ennstal hierher übersiedeln musste. Er ist speziell für den Segelflug ausgelegt, eine Flugschule ist angegliedert. Spezieller Anziehungspunkt für die Segelflieger ist der gewaltige, direkt nördlich stehende Bergstock des Grimming, der sich fast 2000 m über den flachen Talboden erhebt. Seit dem Jahr 2001 ist hier der Helikopter der ÖAMTC-Flugrettung Christophorus 14 für den Raum Ennstal und das Unfallkrankenhaus Kalwang stationiert.